# Paracycnotrachelus longicollis
Paracycnotrachelus longicollis es una especie de coleóptero de la familia Attelabidae.

## Distribución geográfica
Habita en la India.